# Битва на рельсах
Битва на рельсах (фр. La Bataille du rail) — французский фильм 1946 года режиссёра Рене Клемана. Лента удостоена Международного приза жюри Каннского кинофестиваля.

## Сюжет
Фильм рассказывает о борьбе французских железнодорожников против нацистских оккупантов в годы Второй мировой войны. В картине отсутствует сквозной сюжет. Она состоит из эпизодов, составляющих своеобразную мозаику Сопротивления и связанных между собой логикой исторических событий. Первый эпизод посвящен рассказу про саботаж на железной дороге в начальный период войны, который заканчивается трагической сценой расстрела железнодорожников. Второй (в сценарии «Бронированный поезд») повествует об ответе французских патриотов на нацистский террор, когда была подготовлена и проведена серия подрывов немецких поездов. Заключительная часть фильма состоит из освобождения Франции и первых дней мирной жизни (название эпизода «Первый поезд свободы»).

## В ролях
| Актёр         | Роль       |
| ------------- | ---------- |
| Шарль Буайе   | рассказчик |
| Люсьен Десано | Атос       |
| Марсель Барно | Барно      |
| Пьер Латур    |            |
| Жан Кларье    |            |
| Жан Доран     |            |
| Франсуа Жу    |            |
| Леон Полеон   |            |
| Тони Лоран    |            |
| Робер Ла Рей  |            |
| Фернан Розена |            |

## Премьеры
- — национальная премьера фильма состоялась 27 февраля 1946 года в Париже[1].
- — в сентябре 1946 года фильм демонстрировался в рамках конкурсного показа на 1-м Каннском кинофестивале[1].
- — 25 октября 1946 года прошла премьера киноленты в Гааге (Нидерланды)[1].
- — фильм демонстрировался в советском прокате с 18 августа 1947 года[2][комм. 1].

## Награда
- Международный Приз жюри Каннского кинофестиваля (1946)
- Приз Французского синдиката кинокритиков за лучший фильм (1946).
- Приз за лучшую режиссуру (Каннский кинофестиваль) (1946).

## Комментарии
1. ↑  Дубляж – «Союздетфильм», 1947 г., р/у 927/47.